# Myoleja korneyevi
Myoleja korneyevi är en tvåvingeart som beskrevs av Han och Kutuk 2006. Myoleja korneyevi ingår i släktet Myoleja och familjen borrflugor.
Artens utbredningsområde är Turkiet. Inga underarter finns listade i Catalogue of Life.